# Torneo Supercup 2002
Il Torneo Supercup 2002 si è svolto dal 15 al 17 agosto 2002.
Gli incontri si sono svolti nell'impianto Volkswagenhalle, sito nella città di Braunschweig.

## Squadre partecipanti
1. Germania
2. Lituania
3. Nuova Zelanda
4. Jugoslavia

## Risultati
| Braunschweig 15 agosto 2002 | Jugoslavia | 79 – 81 | Nuova Zelanda | Volkswagenhalle |

| Braunschweig 15 agosto 2002 | Germania | 86 – 72 | Lituania | Volkswagenhalle |

| Braunschweig 16 agosto 2002 | Lituania | 58 – 87 | Jugoslavia | Volkswagenhalle |

| Braunschweig 16 agosto 2002 | Germania | 83 – 74 | Nuova Zelanda | Volkswagenhalle |

| Braunschweig 17 agosto 2002 | Germania | 87 – 88 | Jugoslavia | Volkswagenhalle |

| Braunschweig 17 agosto 2002 | Nuova Zelanda | 75 – 85 | Lituania | Volkswagenhalle |

## Classifica
| -  | Team          | PT |
| -- | ------------- | -- |
| 1. | Jugoslavia    | 4  |
| 2. | Germania      | 4  |
| 3. | Lituania      | 2  |
| 4. | Nuova Zelanda | 2  |